# Synthesis
Synthesis (abrégé en Synthesis) est une revue scientifique bimensuelle à comité de lecture qui publie des articles concernant le domaine de la chimie organique.
D'après le Journal Citation Reports, le facteur d'impact de ce journal était de 2,689 en 2014. L'actuel directeur de publication est D. Enders (Université technique de Rhénanie-Westphalie à Aix-la-Chapelle, Allemagne).